# Fernando González de Bariodero
Fernando González de Bariodero foi um prelado católico romano que serviu como bispo da Nicarágua (1556).

## Biografia
No dia 29 de fevereiro de 1544, Fernando González de Bariodero foi nomeado bispo da Nicarágua durante o papado de Paulo III. A 2 de maio de 1556, foi consagrado bispo. É improvável que ele tenha tomado posse da diocese como Vigário Capitular. O padre Juan Alvarez (1555–1557) continuou a servir apesar da sua nomeação. O seu eventual substituto, Lázaro Carrasco, foi nomeado em 1556 e tomou posse em 1557.